# Буш, Марнон
Ма́рнон-То́мас Буш (нем. Marnon-Thomas Busch; 8 декабря 1994, Штаде, Германия) — немецкий футболист, защитник клуба «Хайденхайм».

## Клубная карьера
В возрасте пяти лет Буш попал в детскую спортивную школу города Хаген. В 2004 году он перешёл в юношескую команду «Гюльденштерн», за которую отыграл три года, а после присоединился к «Вердеру»
С 2012 года Буш выступает за вторую команду бременцев, выступающей в северной Регионаллиге. В начале сезона 2014/15 после ухода в «Карабюкспор» Джозефа Акпала он был включён в состав команды на Бундеслигу.
Дебют во взрослой команде состоялся в первом раунде Кубка Германии 17 августа 2014 года против «Иллертиссена». В этом матче Буш вышел на замену на 61 минуте, заменив Седрика Макиади, а сама встреча завершилась в дополнительное время победой везерцев 2:3.
Первый матч в чемпионате Марнон сыграл 23 августа 2014 года против «Герты», появившись на поле на 85 минуте вместо Изета Хайровича. 27 сентября 2014 года в матче против «Вольфсбурга» Марнон забил первый гол за «Вердер».